# ایرباس بلوگا ایکس‌ال
ایرباس بلوگا ایکس‌ال (به انگلیسی: Airbus Beluga XL) (ایرباس A330-743L) یک هواپیمای بزرگ حمل و نقل است که در سال ۲۰۱۹ وارد خدمت شد. این هواپیما براساس هواپیمای ایرباس ای۳۳۰، به عنوان جانشین ایرباس بلوگا ساخته شده‌است. ایرباس بلوگا ایکس‌ال دارای یک برآمدگی بر روی بدنه بالا مانند ایرباس بلوگا است. این هواپیما توسط ایرباس طراحی، ساخت و برای حمل و نقل اجزای هواپیمای بزرگ استفاده می‌شود. ایرباس بلوگا ایکس‌ال اولین پرواز خود را در ۱۹ ژوئیه ۲۰۱۸ انجام داد.